# Kekaha
Kekaha é uma Região censo-designada localizada no estado americano de Havaí, no Condado de Kauai.

## Demografia
Segundo o censo americano de 2000, a sua população era de 3175 habitantes.

## Geografia
De acordo com o United States Census Bureau tem uma área de
3,2 km², dos quais 2,6 km² cobertos por terra e 0,6 km² cobertos por água. Kekaha localiza-se a aproximadamente 6 m acima do nível do mar.

## Localidades na vizinhança
O diagrama seguinte representa as localidades num raio de 20 km ao redor de Kekaha.